# Sturmhaken (Eisenwaren)

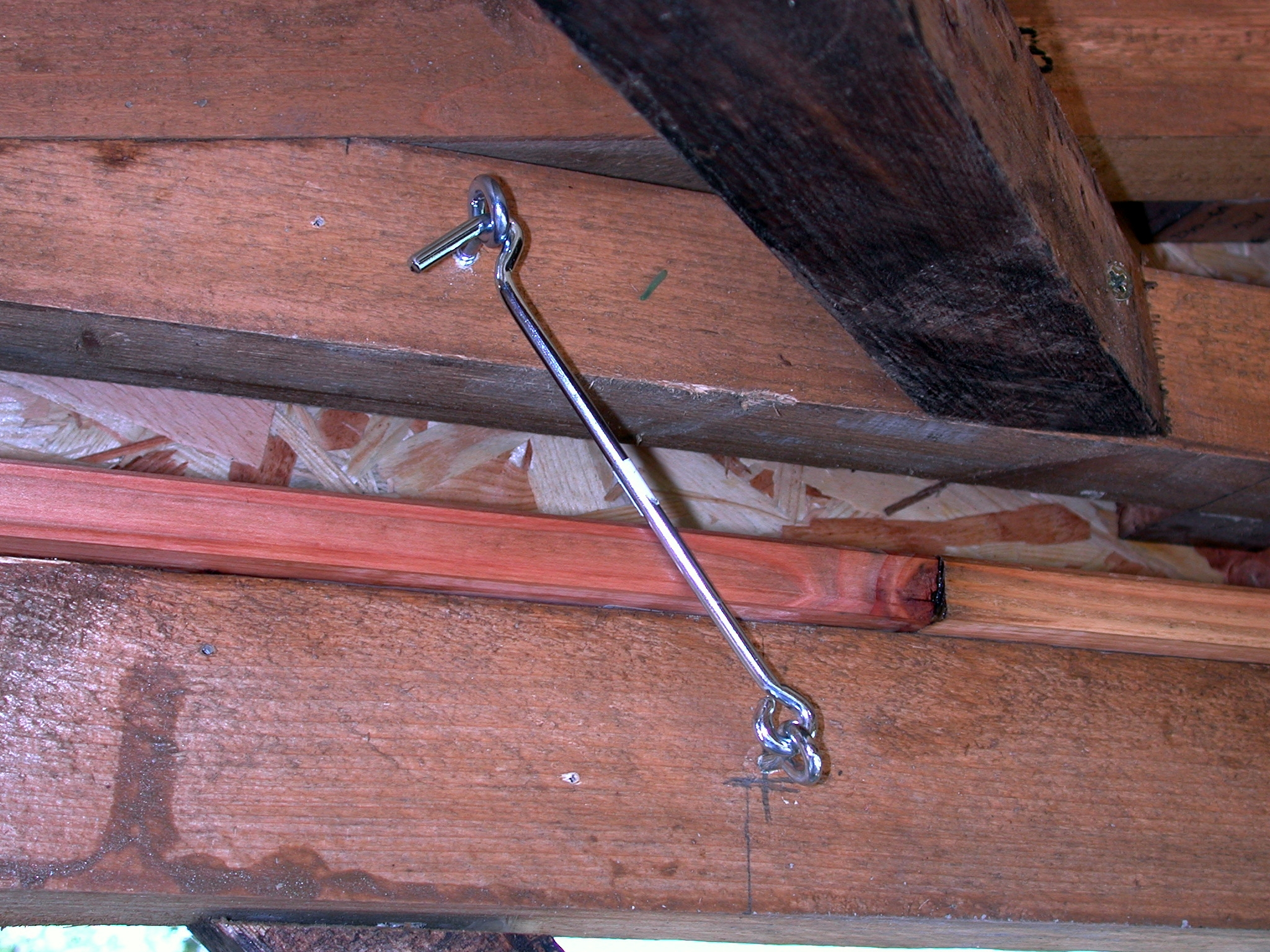
Sturmhaken an einem Rolldach

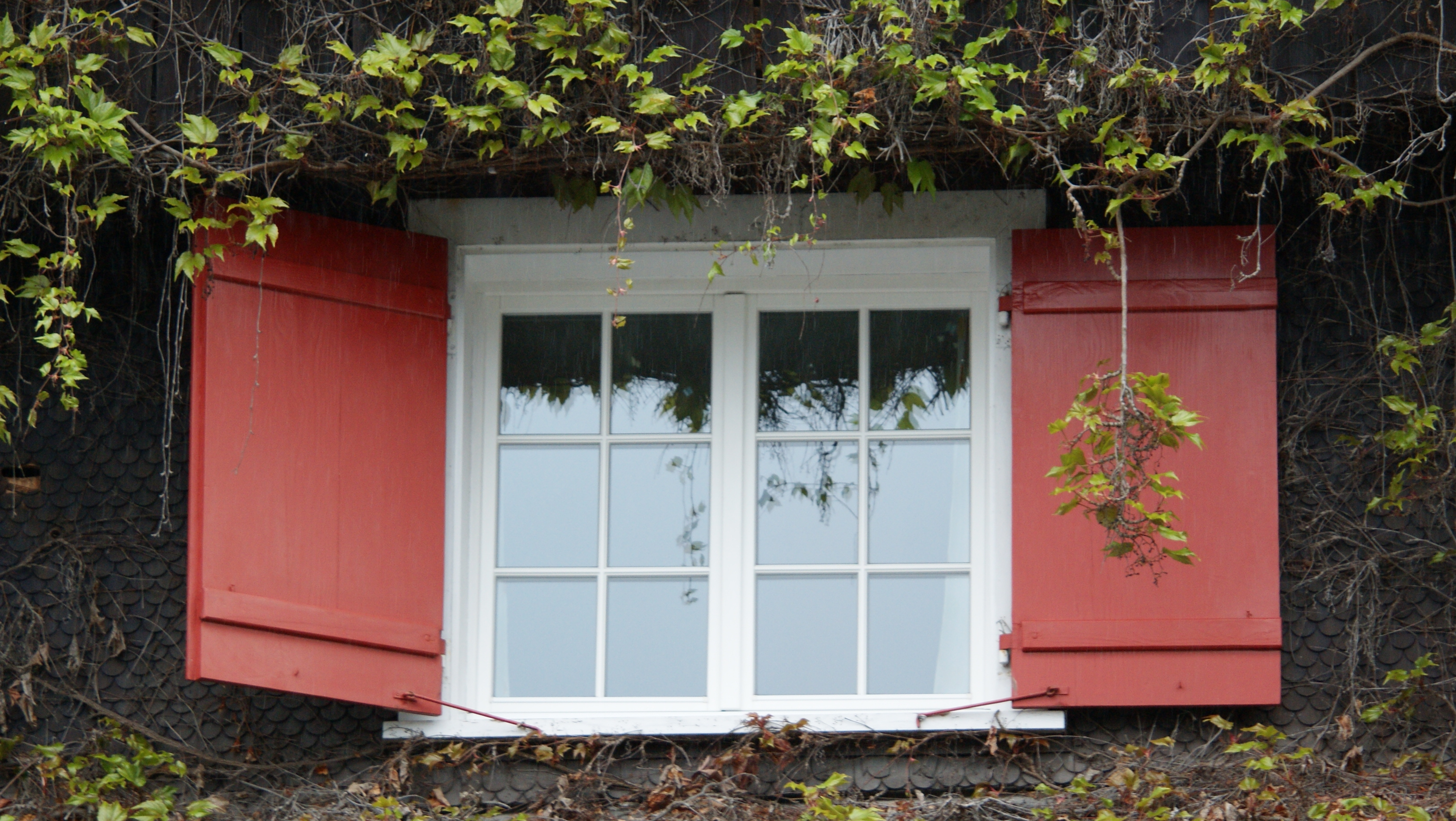
Fensterladenhalter mit Sturmhaken.

Ein Sturmhaken (auch: Sperrangel oder Windhaken) ist ein Beschlag. Dies kann in der einfachsten Ausführung ein an zwei Ösen befestigter Haken zur Sicherung eines beweglichen Gebäudeteils vor dem Zuschlagen (z. B. von Fenstern oder Türen) oder dem Verrutschen oder Herunterfallen beim Auftreten starker Windkräfte sein. 
Das Adverb sperrangelweit steht heute allgemein für „weit offen, so weit offen wie nur möglich.“

## Aufbau
Eine Sperrangel ist der bewegliche Teil und besteht in den meisten Fällen aus Metall. Zusätzlich befindet sich am Fensterrahmen und am Fenster je eine Öse. Die Angel selbst kann in einer unveränderbar, vorgefertigten Länge oder verstellbar ausgeführt sein. Sperrangeln aus Holz gab es auch für Scheunentore.

## Handhabung
Ist das Fenster geschlossen, liegt die Angel lose unten am Fensterrahmen (meist in einer der Ösen). Öffnet man das Fenster sperrangelweit, so kann man den Haken der Angel in die Öse stecken. Solange der Haken in der Öse steckt, kann man das Fenster weder weiter öffnen noch schließen.